# Herrschaft Kirchheim und Stauf
Die Herrschaft Kirchheim und Stauf, alternativ auch als Herrschaft Kirchheim-Bolanden und Stauf bezeichnet, war ein historisches Territorium in Rheinland-Pfalz, im Wormsgau am Donnersberg. Sie bestand aus den ehemalig selbstständigen Herrschaften Kirchheim und Stauf. 1388 wurde die Herrschaft unter Heinrich II. von Sponheim-Bolanden-Dannenfels vereinigt und gelangte über dessen Enkelin Anna von Hohenlohe-Weickersheim bei der Heirat mit Philipp I. von Nassau-Saarbrücken an das Haus Nassau. Bis 1793 verblieb die Herrschaft bei verschiedenen Linien des Hauses Nassau; zuletzt bei Nassau-Weilburg.

## Geographie
Gegen Ende des 18. Jahrhunderts umfasste die Herrschaft Kirchheim und Stauf:
- das vollständige Oberamt Kirchheim mit:

Kirchheimbolanden, Albisheim, Bennhausen, Bischheim, Bolanden, Breunigweiler, Dannenfels, Dreisen, Eisenberg, Göllheim, Kerzenheim, Marnheim, Morschheim, Oberwiesen, Orbis, Ramsen, Rittersheim, Rosenthal, Rüssingen, Sippersfeld, Stauf, Steinbach (zu 1/4) und Weitersweiler (zu 1/3); sowie
- das Amt Alsenz mit:

Alsenz, Niederhausen, Winterborn, Rohrbach (zur Hälfte)

## Geschichte

### Herrschaft Kirchheim
Der Hauptbesitz der Herrschaft lag um den Donnersberg, weitere Lehen befanden sich im Speyer-, Worms-, Rhein-, Nahe- und Moselgau und der Wetterau.
Folgende Ortschaften gehörten zu Kirchheim:
Kirchheimbolanden, Albisheim (vor 1613 teilweise, danach vollständig), Bennhausen, Bischheim, Bolanden, Dannenfels, Dreisen, Marnheim, Morschheim, Oberwiesen, Orbis, Rittersheim und Rüssingen
Den Grundstein legten die Herren von Bolanden; mit Werner von Bolanden Anfang des 12. Jahrhunderts erstmals erwähnt. Stammburg war Alt-Bolanden, nahe dem heutigen Bolanderhof; später Neu-Bolanden bei Bolanden.
Auf dem Gebiet der Herrschaft Bolanden bildeten sich am Donnersberg durch Erbteilung mehrere Seitenlinien. Zunächst spalteten sich im 13. Jahrhundert die Herren von Falkenstein (mit Philipp I. von Falkenstein, Sohn Werners III.) und die Herren von Hohenfels (mit Philipp I. von Hohenfels, Sohn Werners I.) ab.
Der verbleibende Bolander Besitz wurde 1268 zwischen den Brüdern Werner V. und Philipp von Bolanden geteilt. Bolanden und Kirchheim blieben gemeinschaftlich. 1288 starb Johann von Bolanden, der einzige Sohn Philipps von Bolanden. Der Besitz fiel an die Töchter Philipps, darunter Kunigunde, Ehefrau Heinrichs I. von Sponheim-Kreuznach, und bildete den Grundstein für die Herrschaft Sponheim-Bolanden-Dannenfels, die (spätere) Herrschaft Kirchheim.
Die Töchternachkommen Werners V. veräußerten nach und nach ihre Besitzungen, darunter das (spätere) Amt Bolanden der Bruchsal-Bolanden. Über Anna, einer Urenkelin Werners V., kam der Überrest des bolandischen Besitzes bei ihrer Heirat mit Philipp von Neu-Baumberg an die Raugrafen.

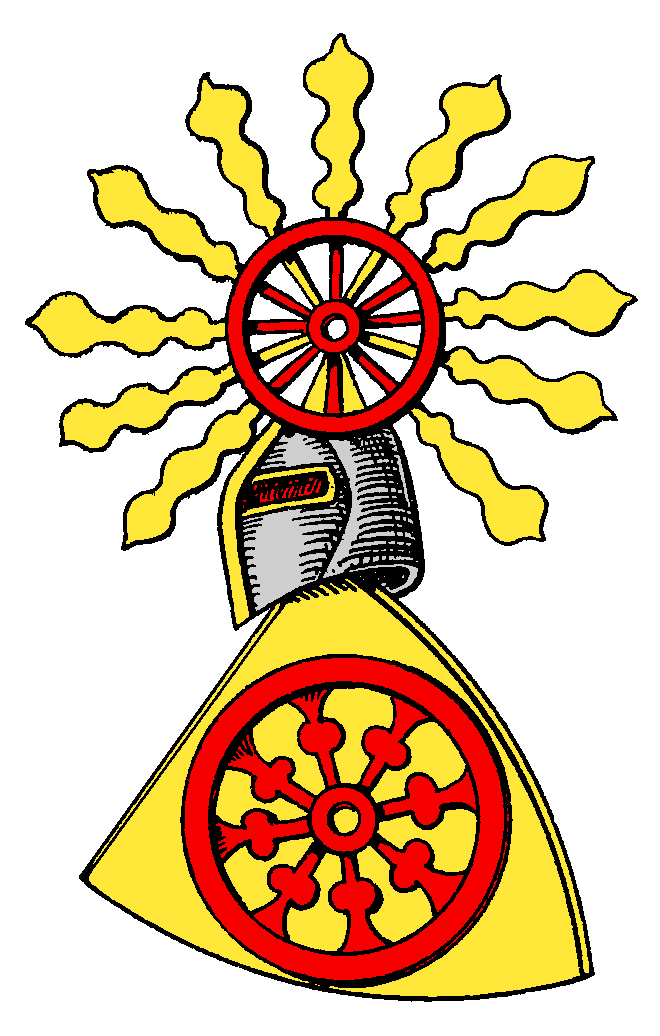
Wappen der Bruchsal-Bolanden
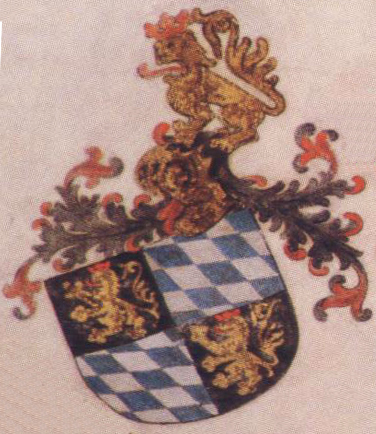
Wappen der Kurpfalz, mit Helm und Pfälzer Löwen als Helmzier; Stiftskirche (Neustadt an der Weinstraße), um 1420
Wappen der Raugrafen

### Herrschaft Stauf
Das Zentrum der Herrschaft Stauf lag ungefähr zehn Kilometer südlich des Donnersberges und grenzte direkt an die Herrschaft Kirchheim an. Sitz war Burg Stauf im Eistal, erstmals um 1010 erwähnt. Um 1010 ist das castellum Stoufenburc als Sitz Herzog Konrads I. von Kärnten aus dem Geschlecht der Salier anzunehmen, da sein Sohn hier verstarb.
Um die Burg entwickelte sich später das gleichnamige Dorf Stauf, nahe Eisenberg.
Zur Herrschaft Stauf gehörten folgende Ortschaften:
Stauf, Breunigweiler, Eisenberg, Göllheim, Kerzenheim, mit Rosenthal und Kerzweiler, Ramsen, Sippersfeld mit dem Pfrimmerhof, sowie die Rheindörfer: Bobenheim, Hochheim, Horchheim, Leiselheim, Mörsch, Pfiffligheim, Roxheim, Weinsheim und Wiesoppenheim
Zwischen 1150 und 1263 gehörte Stauf mit Eberhard III. und Eberhard IV. den Grafen von Eberstein. 1241 wurde das Kloster Rosenthal durch den genannten Grafen Eberhard IV., Burgherr zu Stauf, und seine Gemahlin Adelheid von Sayn gestiftet. Nach dem Aussterben der Ebersteiner im Mannesstamm mit dem Tode Eberhards IV. 1263 fiel das Erbe an dessen Tochter Agnes, die mit Graf Heinrich II. von Zweibrücken verheiratet war. Die linksrheinischen Gebiete des Ebersteiner Erbes (hauptsächlich Stauf) gliederte Heinrich II. seinem Herrschaftsgebiet an, die rechtsrheinischen Besitzungen übernahm sein Sohn Simon von Zweibrücken-Eberstein.
Die jüngeren Söhne Heinrichs II., Eberhard I. und Walram I., teilten sich zunächst die Regierung, bis um 1286 eine Trennung in zwei Linien stattfand: Zweibrücken-Bitsch (Eberhard I.) und die jüngere Linie Zweibrücken (Walram I.). Die Herrschaft Stauf verblieb bei Walram I. Der letzte männliche Nachkomme von Walram I., sein Urenkel Graf Eberhard II. von Zweibrücken, veräußerte die Herrschaft Stauf schließlich in drei Schritten 1378, 1383 und 1388 an Heinrich II. von Sponheim-Bolanden-Dannenfels.

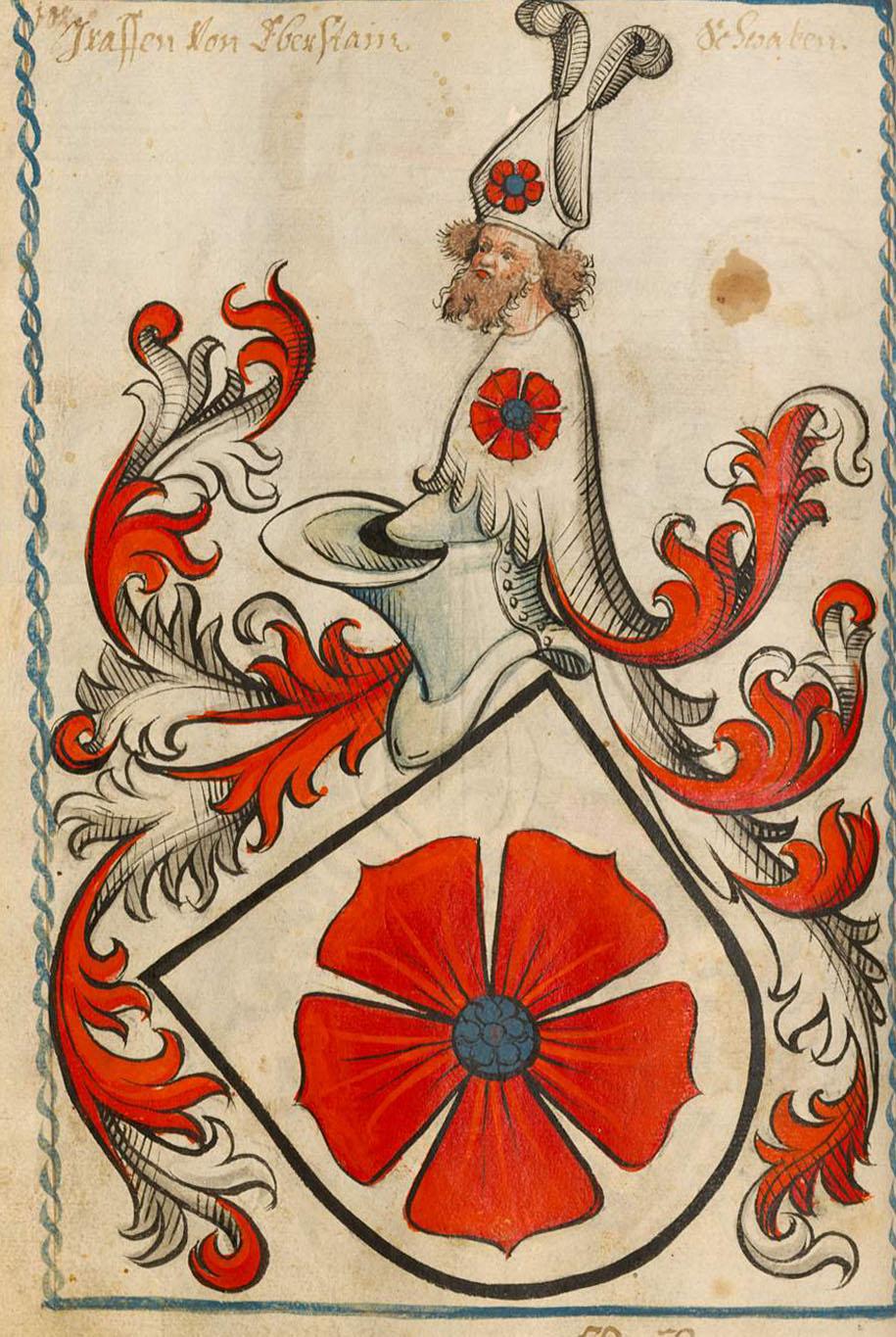
Wappen der Grafen von Eberstein, Scheiblersches Wappenbuch 1450–1480
Wappen der Grafen von Zweibrücken (jüngere Linie)
Wappen der Grafen von Sponheim-Kreuznach und Sponheim-Bolanden

### Vereinigung unter Heinrich II. von Sponheim-Bolanden-Dannenfels
Die Grafen von Sponheim-Dannenfels hatten im Verlauf von 100 Jahren zwischen 1288 und 1388 einen Großteil der Herrschaft Bolanden und der raugräflichen Güter, sowie 1378 bis 1388 unter Heinrich II. von Sponheim-Dannenfels die komplette Herrschaft Stauf in ihren Besitz gebracht. Die vereinigten Besitzungen hießen von da an Herrschaft Kirchheim und Stauf.
Nach dem Tode Heinrichs II. von Sponheim-Dannenfels fiel die Herrschaft 1393 durch seine Tochter Elisabeth, verheiratet mit Kraft von Hohenlohe-Weikersheim, an deren einzige Tochter Anna und ihren Mann Philipp I. von Nassau-Saarbrücken.

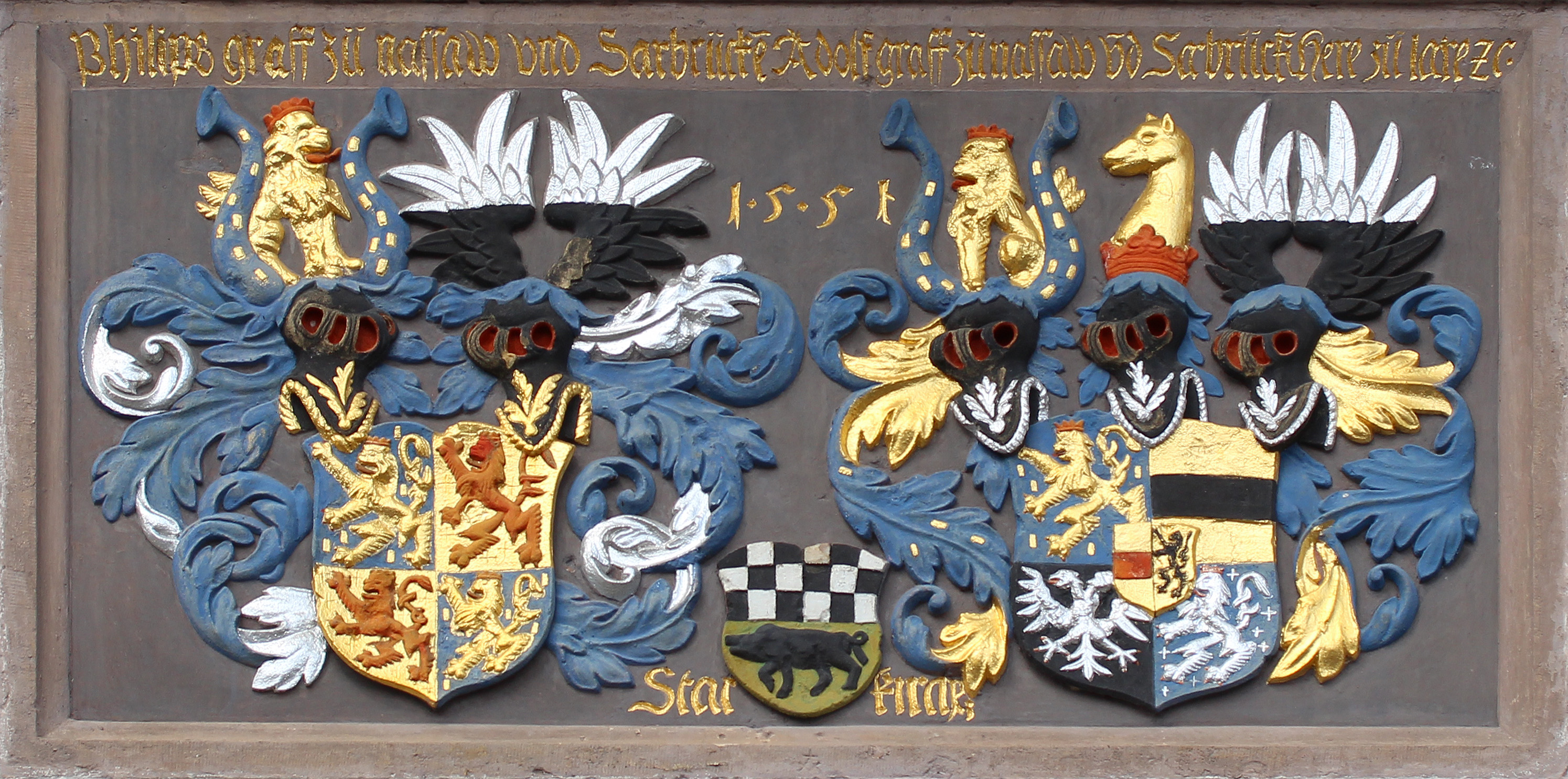
Wappen der Grafen Philipp (Achtung: moderne falsche Tingierung) und Adolf von Nassau-Saarwerden und der Stadt Kirchheim von 1551 am alten Rathaus in Kirchheimbolanden

Philipps Söhne teilten 1442 das Erbe ihres Vaters und bildeten so die Linien Nassau-Weilburg und Nassau-Saarbrücken; Kirchheim und Stauf blieben gemeinschaftlicher Besitz beider Linien.
Im Jahr 1574 starb die ältere Saarbrücker Linie der Nassauer aus, mit der Konsequenz, dass deren Ländereien, darunter ihr Halbteil an Kirchheim und Stauf, an Nassau-Weilburg fielen, die die Herrschaften Kirchheim und Stauf gleich wieder abteilten. Ludwig II. von Nassau-Weilburg vereinigte sie wieder in einer Hand. Im Gothaer Vertrag von 1651 kamen Jugenheim, Wöllstein und Rosenthal an Nassau-Ottweiler, der Hauptteil der Herrschaften Kirchheim und Stauf – teils durch Erbgang, teils durch Ankauf oder Tausch – an Ernst Casimir von Nassau-Weilburg. Kirchheim und Stauf verblieben bis zum Ende des 18. Jh. bei der jüngeren Linie Nassau-Weilburg.

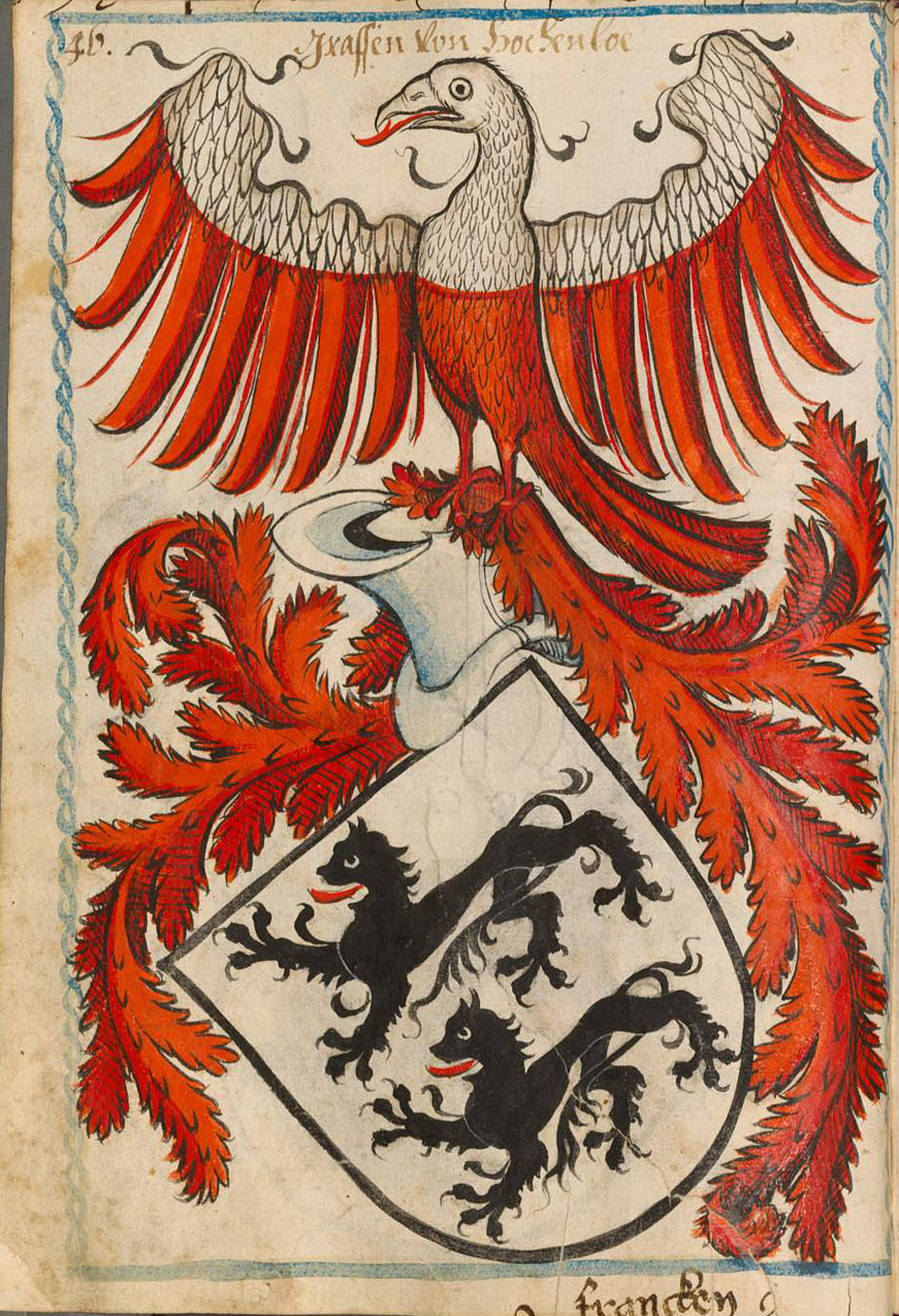
Wappen der Grafen von Hohenlohe nach dem Scheiblerschen Wappenbuch
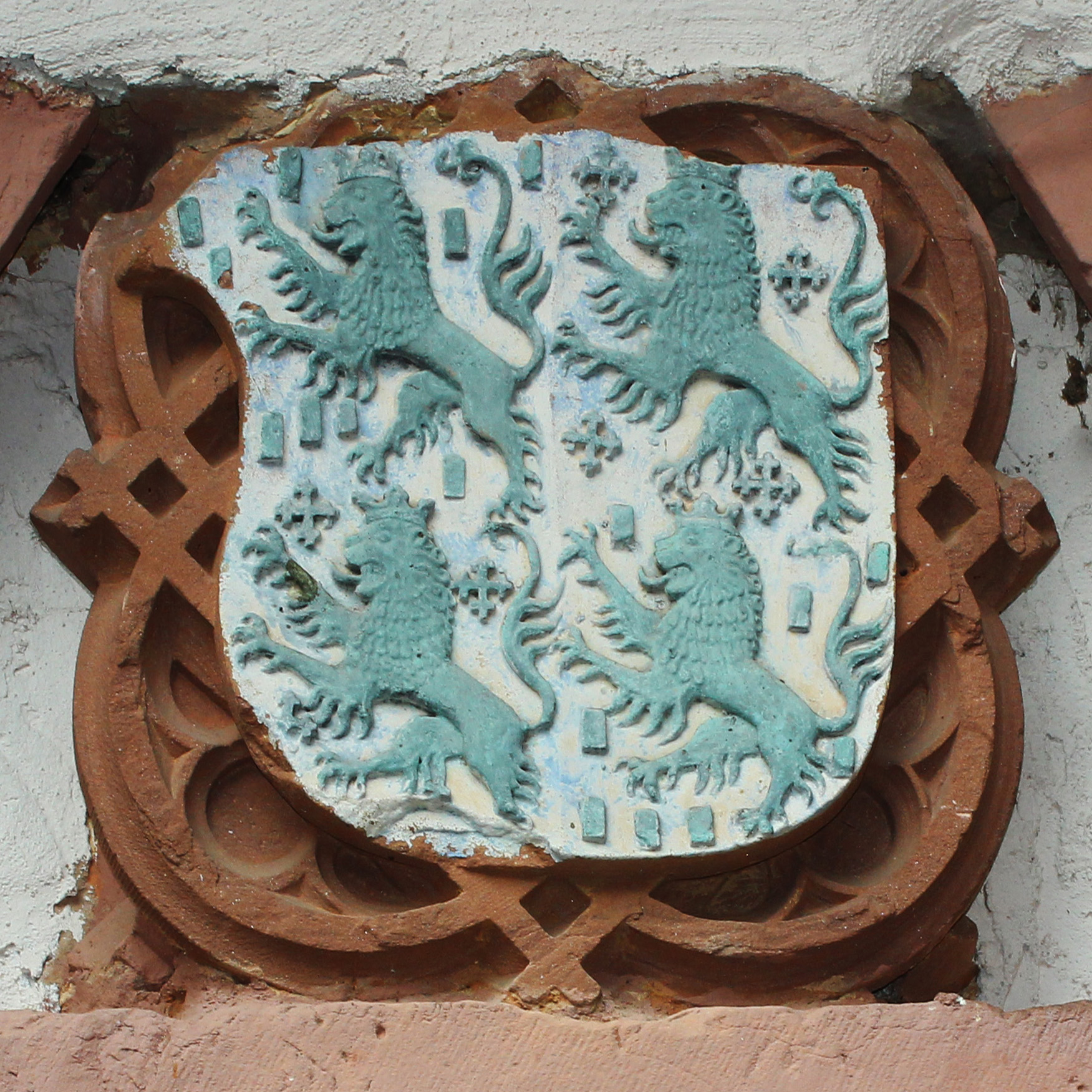
Wappen der Grafen von Nassau-Saarbrücken (Achtung: moderne falsche Tingierung) (Gewölbeschlussstein, Kloster Rosenthal)
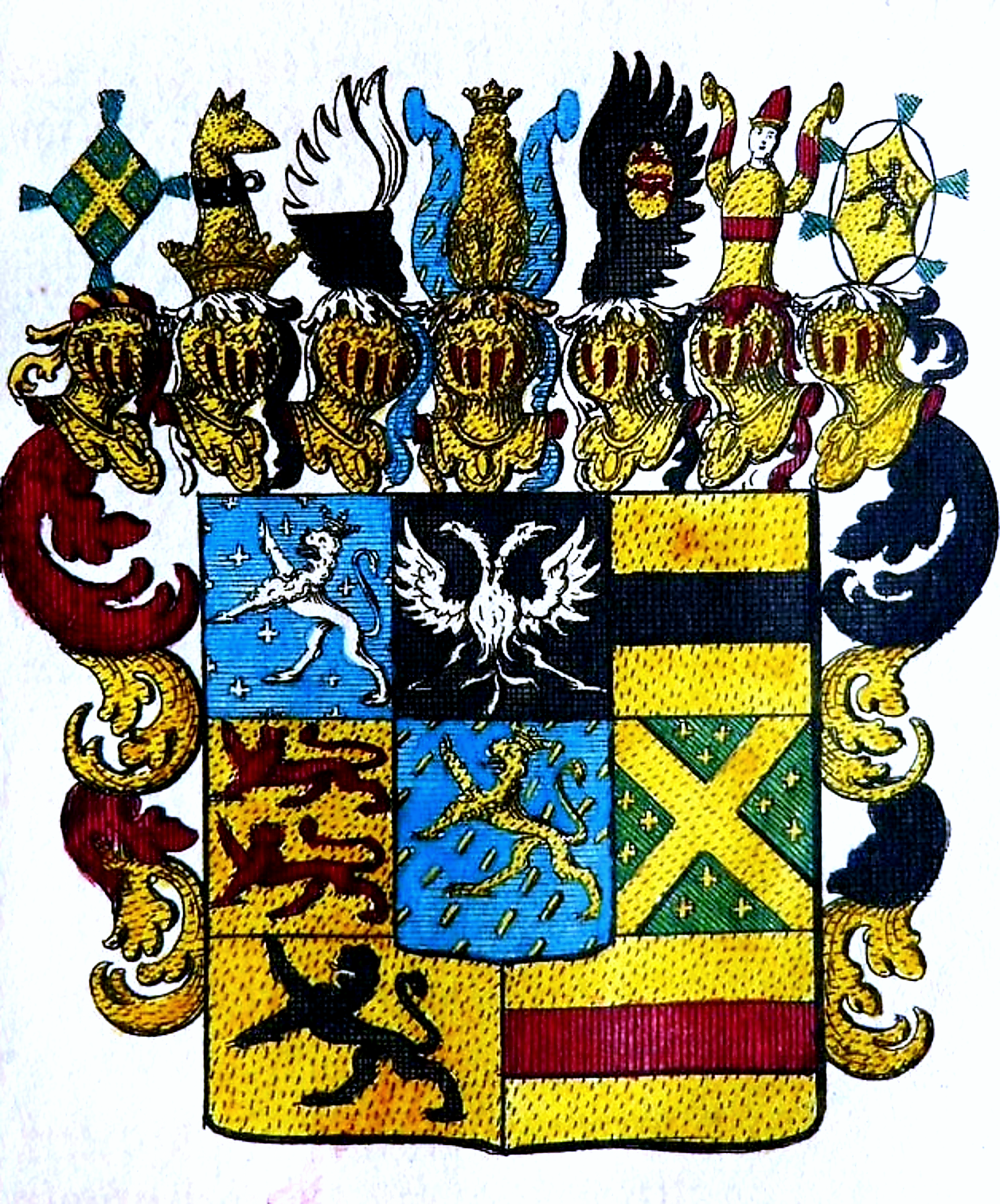
Wappen von Nassau-Weilburg um 1714

### Entwicklung nach 1700
Ursprünglich gehörten die drei reformierten Gemeinden Bolanden, Dreisen und Marnheim, sowie das Drittel von Weitersweiler aus dem Amt Bolanden zur Kurpfalz. Diese wurden 1706 gegen die Rheindörfer, welche aus den alten Besitzungen der Herrschaft Stauf stammten, getauscht, um ein geschlossenes Territorium zu erhalten.

### Spätbarocke Blütezeit und Niedergang
Kirchheimbolanden stellte das Verwaltungszentrum für die Nassau-Weilburgischen Herrscher vor Ort da. Anfang des 17. Jahrhunderts errichteten sie außerhalb der Stadtmauer ein Schloss. 1737 verlegte Carl August von Nassau-Weilburg seine Residenz von Weilburg nach Kirchheimbolanden und verhalf der noch mittelalterlich geprägten Stadt so zu einer barocken Blüte. Zwischen 1738 und 1740 ließ er das alte Schloss durch einen Neubau ersetzen. Zur neuen Anlage gehörte außer dem barocken Schlossgarten eine Orangerie sowie ein Ballhaus. Die Schloßkirche, heute Paulskirche, wurde zwischen 1739 und 1744 gebaut. Neben den Neubauten für die Herrscherfamilie entstanden auch eine ganze Reihe von Kavaliershäusern für den Hofstaat.

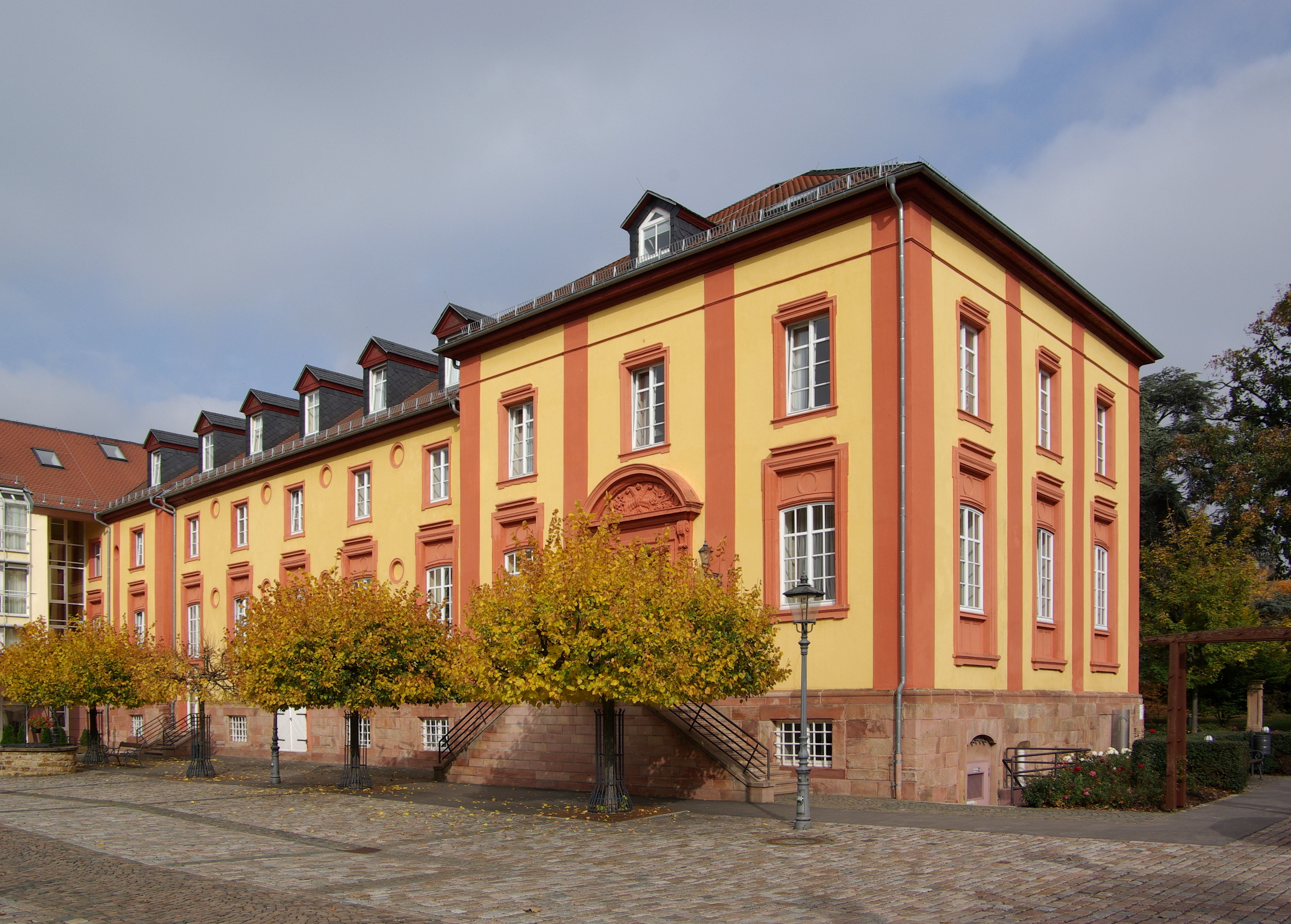
Schloss
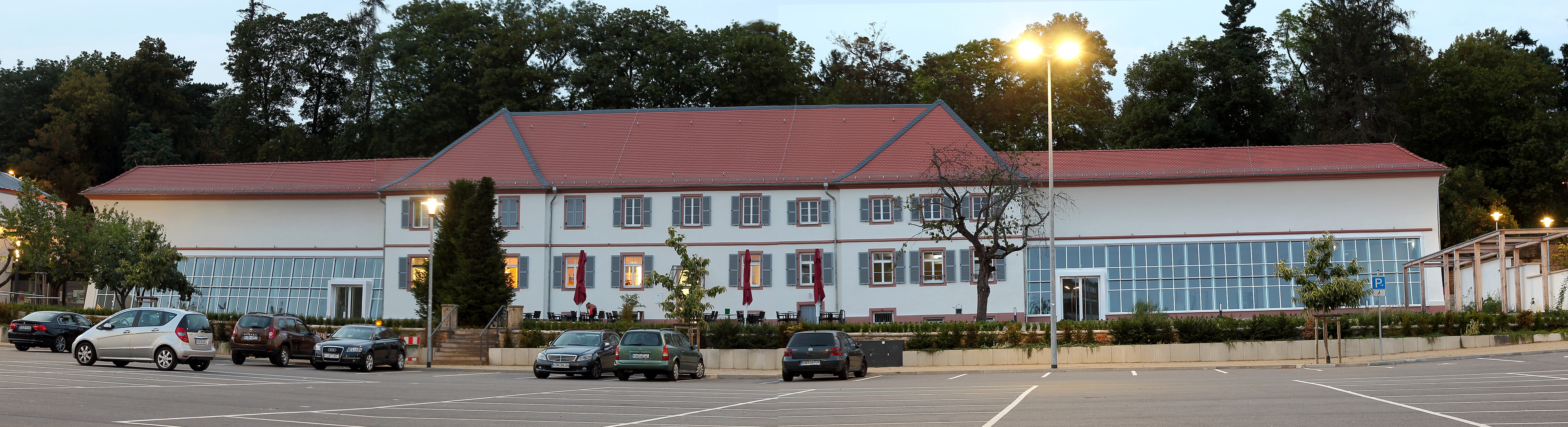
Orangerie (Zustand 2017)
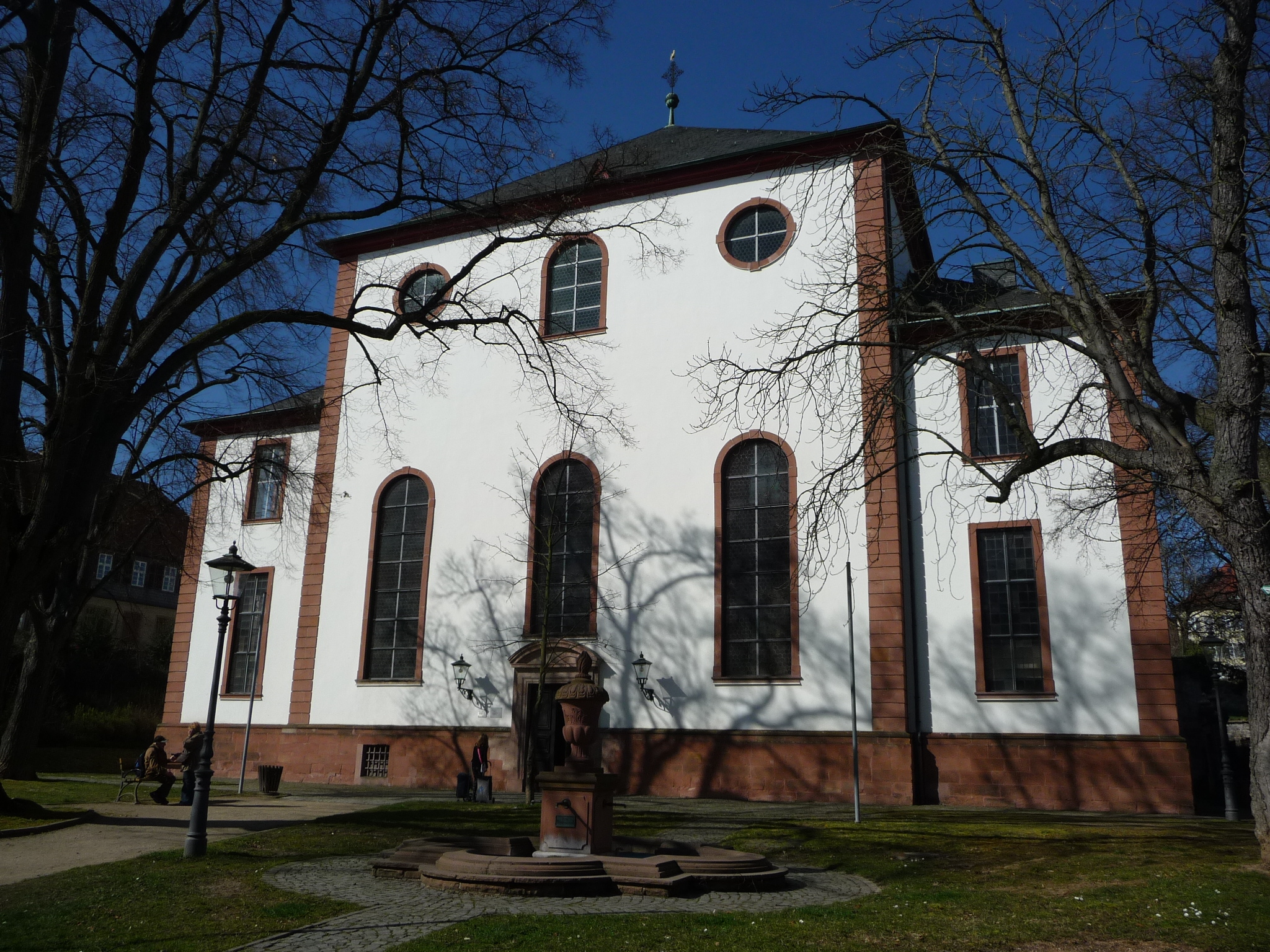
Schloßkirche
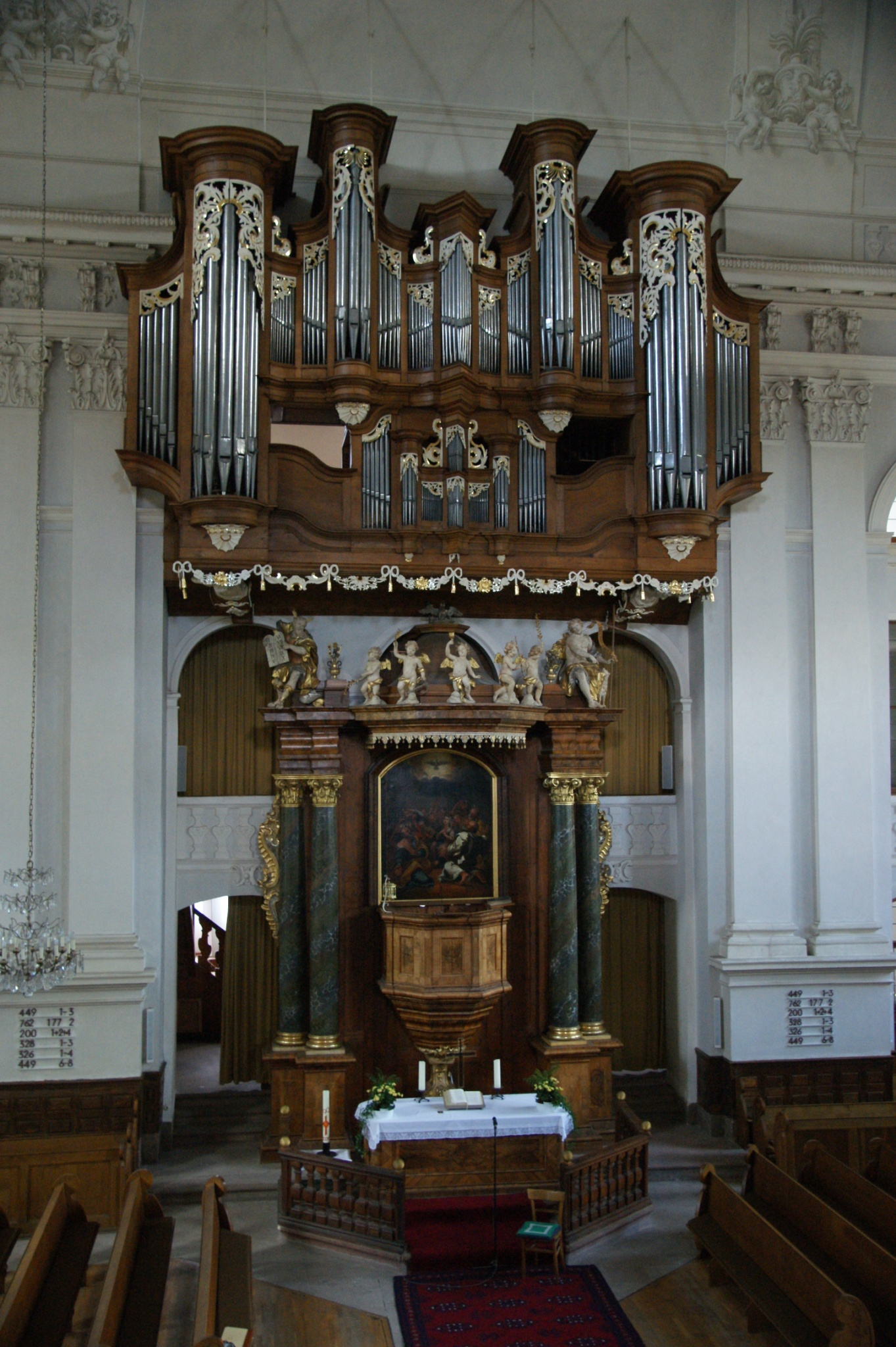
Schloßkirche (Innenansicht)
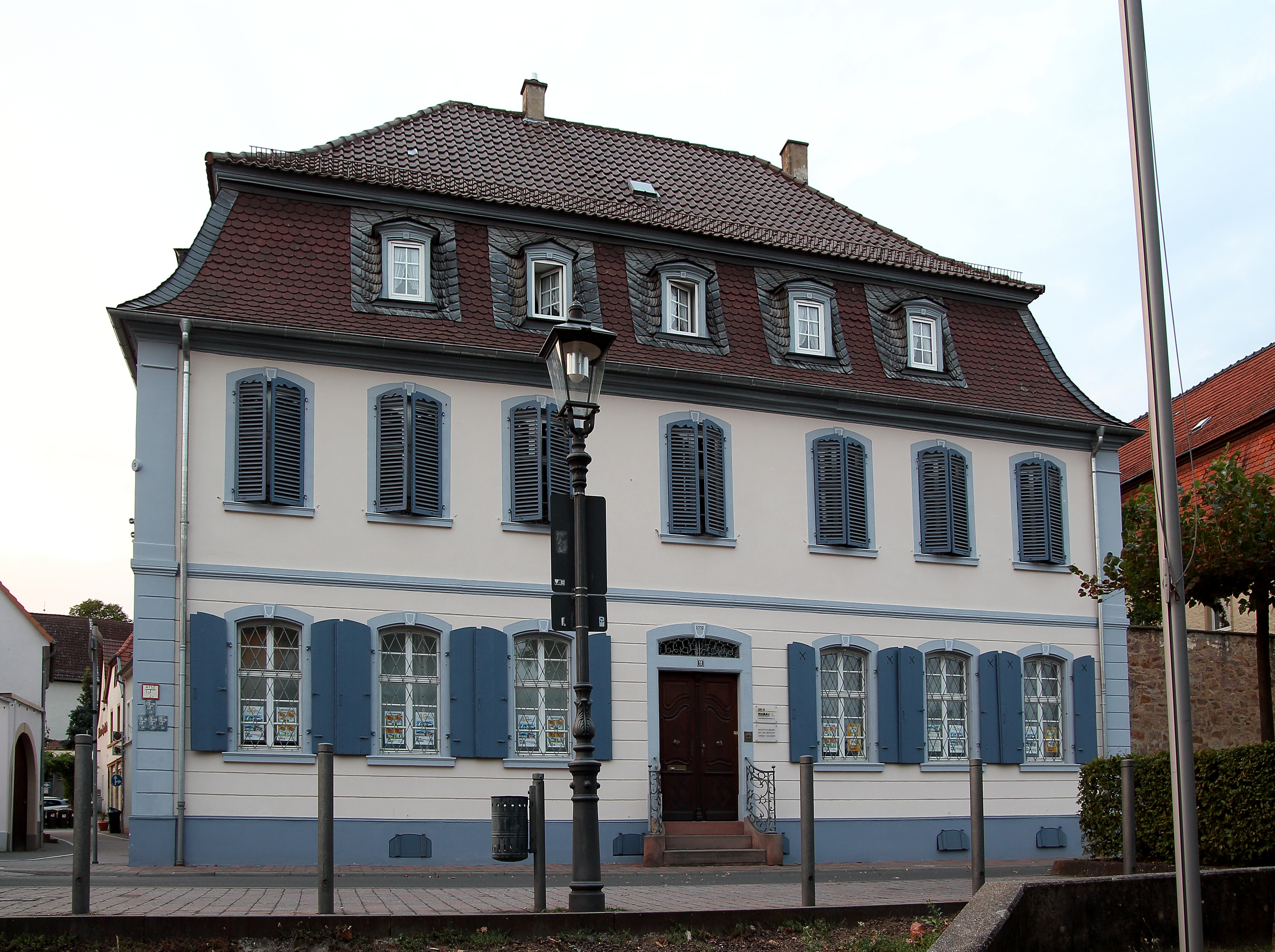
Kavaliershaus

Auch der Sohn Carl Augusts Carl Christian und sein Enkel Friedrich Wilhelm residierten hier. 1793 floh Friedrich Wilhelm wegen der Französischen Revolution aus dem linksrheinischen und somit unsicheren Kirchheimbolanden. Mit dieser Flucht endete de facto die Herrschaft der Nassauer über die Herrschaften Kirchheim und Stauf. Im Ersten Koalitionskrieg von Frankreich besetzt, wurde das Gebiet nach 1797 annektiert und ging 1798 im neugeschaffenen Departement Donnersberg auf, das 1801 auch de jure an Frankreich abgetreten wurde. Die zur Herrschaft Kirchheim gehörigen Orte fanden sich fast alle im Kanton Kirchheim wieder, die zur Herrschaft Stauf gehörigen zumeist im Kanton Göllheim.

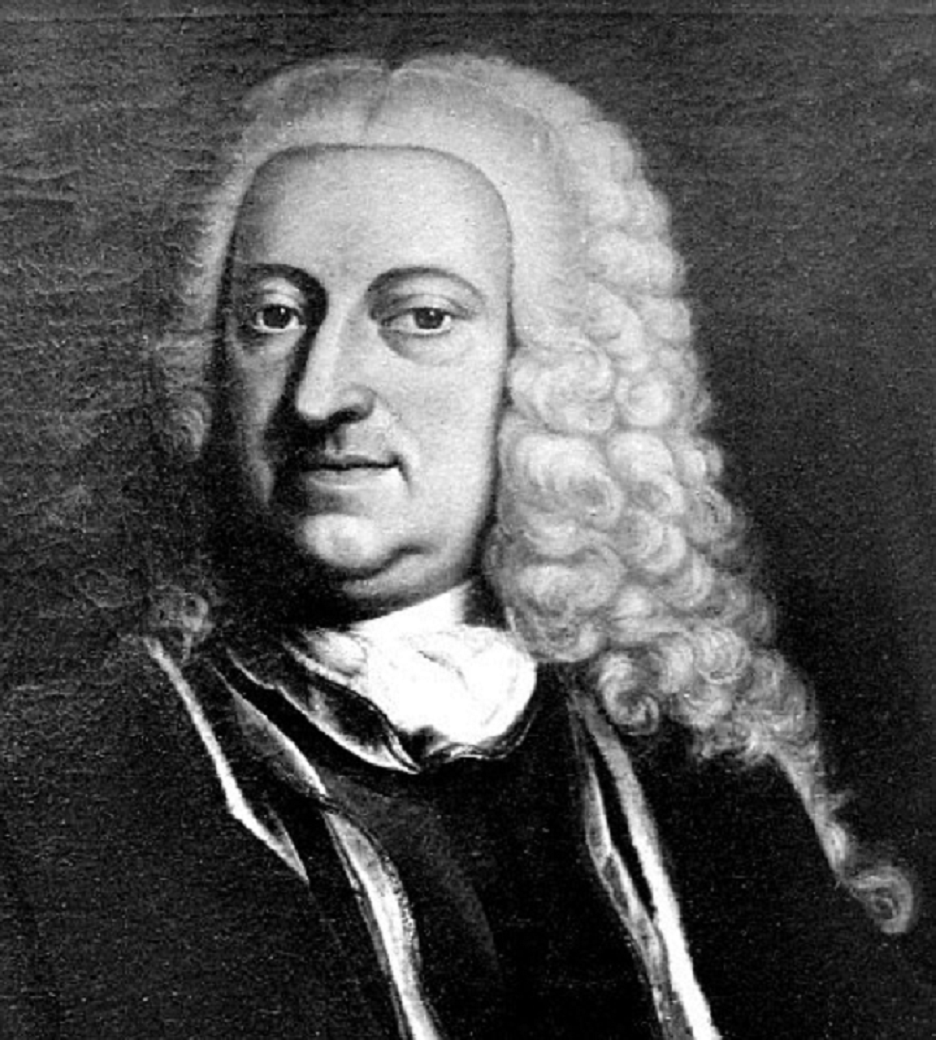
Carl August von Nassau-Weilburg
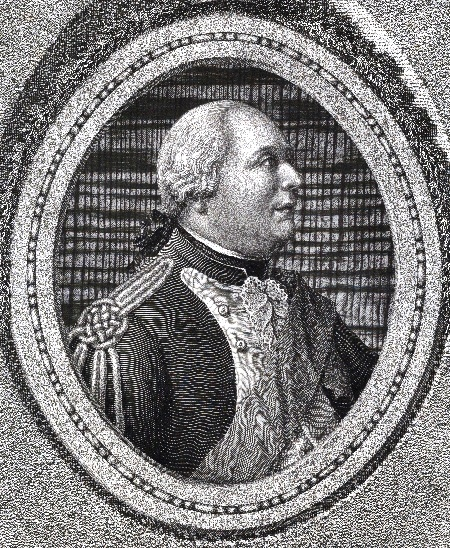
Karl Christian von Nassau-Weilburg
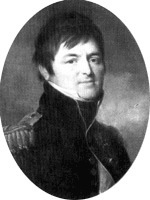
Friedrich Wilhelm von Nassau-Weilburg